# Rudolf Smend (Theologe, 1932)

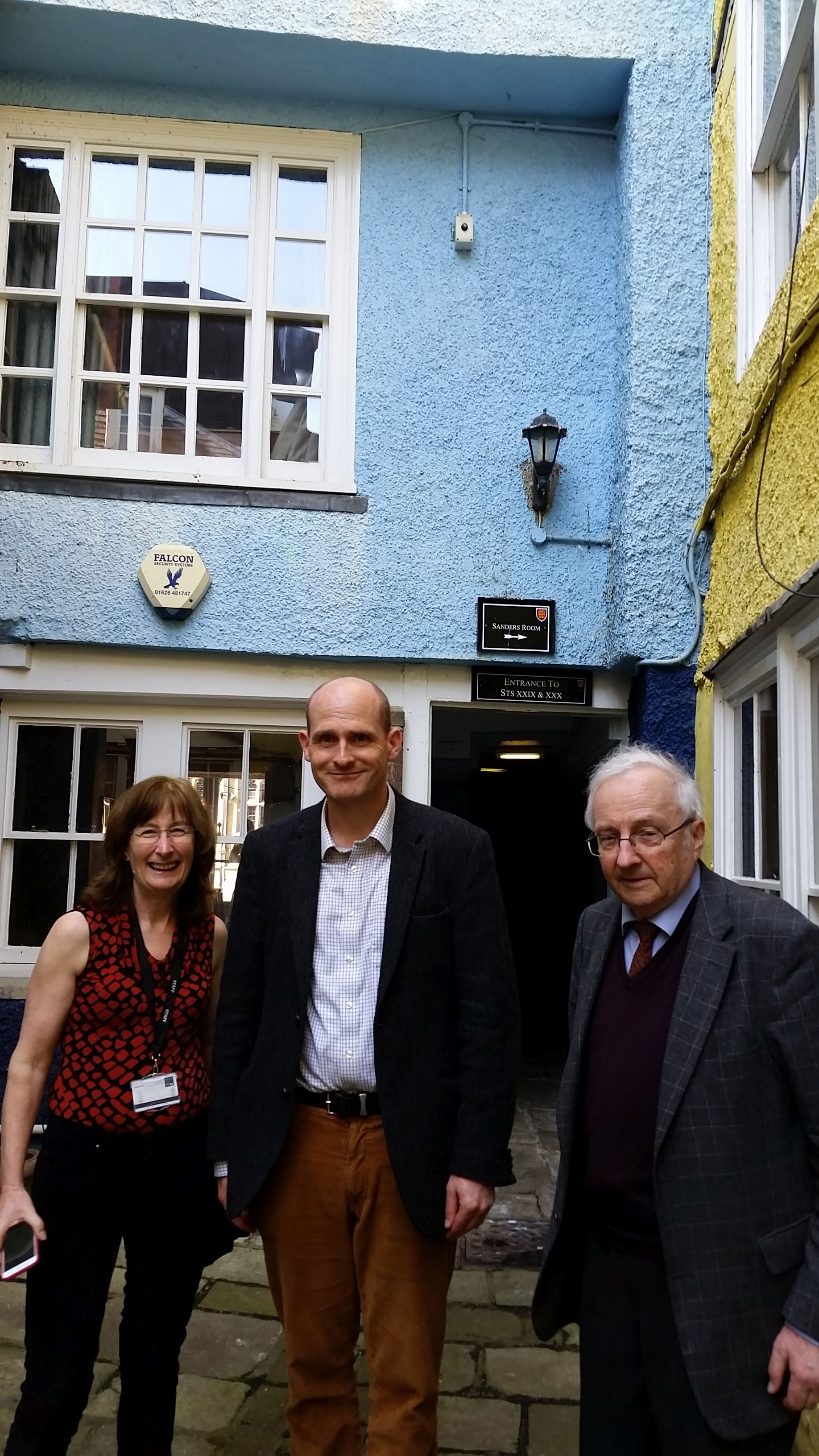
Lyndal Roper, Martin Keßler und Rudolf Smend in Oriel College, University of Oxford

Rudolf Smend (* 17. Oktober 1932 in Berlin) ist ein deutscher evangelischer Theologe (Alttestamentler).

Rudolf Smend ist Sohn des Staats- und Kirchenrechtlers Rudolf Smend und Enkel des gleichnamigen Alttestamentlers Rudolf Smend. Er studierte Theologie von 1951 bis 1958 an den Universitäten Tübingen, Göttingen und Basel. Seine wichtigsten akademischen Lehrer waren der Dogmatiker Karl Barth, der Hebraist Walter Baumgartner und die Alttestamentler Albrecht Alt und Martin Noth. Im Jahre 1958 wurde er in Basel mit einer Arbeit über Wilhelm Martin Leberecht de Wettes Arbeit am AT und NT promoviert. Im Jahre 1962 habilitierte er sich in Bonn bei Martin Noth mit der Arbeit Jahwekrieg und Stämmebund. Er hatte nächst ab 1963 eine Professur an der Kirchlichen Hochschule Berlin inne. Ab 1965 war er als ordentlicher Professor in Münster und von 1971 bis zu seiner Emeritierung in Göttingen als Professor für Alttestamentliche Wissenschaften tätig. In den achtziger und neunziger Jahren lagen seine Arbeitsschwerpunkte auf Wissenschaftsorganisation und Forschungspolitik. Wie schon sein Vater vor ihm war Rudolf Smend von 1994 bis 1996 und von 1998 bis 2000 Vizepräsident und von 1996 bis 1998 und von 2000 bis 2002 Präsident der Akademie der Wissenschaften zu Göttingen. Von 1986 bis 1992 war er Vizepräsident der Deutschen Forschungsgemeinschaft.
Smend wurde durch seine Untersuchungen zur Entstehung des Alten Testaments bekannt. Seine Studie Das Gesetz und die Völker (1971) in der Festschrift für Gerhard von Rad begründete eine redaktionsgeschichtliche Erforschung der alttestamentlichen Geschichtsbücher. Ein weiterer Arbeitsschwerpunkt ist die Wissenschaftsgeschichte. Dabei befasste er sich eingehend mit Julius Wellhausen. Zu ihm veröffentlichte er 2006 die Monographie Julius Wellhausen. Ein Bahnbrecher in drei Disziplinen und gab 2013 auf 900 Seiten eine Edition seiner Briefe heraus. Außerdem gab er eine Edition von Johann Gottfried Herders Schriften zum Alten Testament (1993) heraus.
Für seine Forschungen wurden Smend zahlreiche wissenschaftliche Ehrungen und Mitgliedschaften zugesprochen. Für seine Dissertation erhielt er den Preis der Firma J. R. Geigy. Ihm wurde 1998 als erstem geisteswissenschaftlichem Preisträger der Alfried-Krupp-Wissenschaftspreis verliehen. Er ist Ehrenmitglied der Society for Old Testament Study (1979), ordentliches Mitglied der Akademie der Wissenschaften zu Göttingen (1974). korrespondierendes Mitglied der British Academy (1992), korrespondierendes Mitglied der Norwegischen Akademie der Wissenschaften (1994), korrespondierendes Mitglied der Finnischen Akademie der Wissenschaften (1994), korrespondierendes Mitglied der Königlich Dänische Akademie der Wissenschaften (1999) und korrespondierendes Mitglied der Bayerischen Akademie der Wissenschaften (2006). Ihm wurde die Ehrendoktorwürde der University of St Andrews verliehen. Im Jahr 2001 wurde ihm die Burkitt Medal der British Academy zugesprochen. Die Medaille gilt als eine der bedeutendsten Auszeichnungen für Bibelwissenschaften.
Er ist seit 1969 verheiratet.

## Schriften (Auswahl)
Monographien
- Die Mitte des Alten Testaments. Mohr Siebeck, Tübingen 2002, ISBN 3-16-147716-2.
- Altes Testament christlich gepredigt (= Dienst am Wort. Die Reihe für Gottesdienst und Gemeindearbeit. Band 86). Vandenhoeck & Ruprecht, Göttingen 2000, ISBN 3-525-59350-3.
- Mose als geschichtliche Gestalt (= Schriften des Historischen Kollegs. Dokumentationen. Band 11). Stiftung Historisches Kolleg, München 1995 (Digitalisat PDF).
- Die Entstehung des Alten Testaments (= Theologische Wissenschaft. Band 1). 5., neubearbeitete und erweiterte Auflage. Kohlhammer, Stuttgart 2001, ISBN 3-17-013183-4.

Herausgeberschaften
- mit Karl Arndt, Gerhard Gottschalk: Göttinger Gelehrte. Die Akademie der Wissenschaften zu Göttingen in Bildnissen und Würdigungen 1751–2001. Redaktion Ruth Slenczka. 2 Bände Wallstein, Göttingen 2001, ISBN 3-89244-485-4.